# باشگاه فوتبال رویستون تاون
باشگاه فوتبال رویستون تاون (به انگلیسی: Royston Town Football Club) یک باشگاه فوتبال در شهر رویستون، هرتفوردشایر، کشور انگلستان است که در سال ۱۸۷۵ میلادی تأسیس شده‌است.